# Hermann Hohn
Hermann Hohn (Renchen, 11 ottobre 1897 – Ladenburg, 13 novembre 1968) è stato un generale tedesco della Wehrmacht durante la seconda guerra mondiale e che venne decorato con la Croce di Cavaliere della Croce di Ferro.

## Biografia

### La prima guerra mondiale
Con lo scoppio della prima guerra mondiale, Hohn entrò nell'esercito come volontario il 15 gennaio 1915, venendo posto inizialmente presso il 10º reggimento di artiglieria a piedi della Sassonia. L'8 marzo 1915, venne trasferito al 4º battaglione di riserva. Dal 15 aprile 1915 al 30 aprile 1916 fu a capo di una squadra del 23º reggimento di artiglieria, tornando poi per breve tempo nel suo battaglione iniziale e poi passando al 66° dal 24 agosto 1916. Il 14 ottobre 1916 Hohn venne trasferito nella seconda batteria del 4º reggimento di artiglieria da campo della Lorena. Dall'11 aprile al 7 giugno 1917, ottenne di poter frequentare il corso per ufficiali a Jüterbog ed al suo ritorno al fronte occidentale, venne assegnato al 16º reggimento di artiglieria in Lorena, dove rimase sino al 20 agosto 1917. Passò quindi al 32º battaglione di artiglieria col quale concluse la guerra.

### Tra le due guerre
Dopo la fine della guerra, il 19 dicembre 1918, Hohn venne trasferito al 2º battaglione di riserva del 17º reggimento di artiglieria della Prussia occidentale fino alla sua smobilitazione nel gennaio del 1919. Successivamente, sino all'inizio dell'aprile del 1919, prestò servizio come capo batteria della prima divisione del 16º reggimento di artiglieria a piedi e poi nella divisione di volontari di Dieskau. Il 31 dicembre 1920, Hohn si ritirò dal servizio militare attivo.
Nel 1922 iniziò a studiare scienze politiche all'Università di Heidelberg e dal 1923 al 1929 lavorò come impiegato in una filiale bancaria. Nello stesso anno, Hohn iniziò a studiare economia aziendale all'Università di scienze applicate di Mannheim. Nel 1933 si laureò all'Università di Heidelberg con una tesi sulla possibilità e la necessità di un'intensa colonizzazione interna dell'area dell'Elba.

### La seconda guerra mondiale
Dal 1º settembre 1935, Hohn venne richiamato in servizio col grado di capitano della Wehrmacht e venne assegnato al reggimento di fanteria di Ratisbona. Nell'ottobre del 1935 venne assegnato al 62º reggimento di fanteria in cui prestò servizio come comandante della compagnia fino alla fine di settembre del 1936. Hohn esercitò la medesima funzione sino all'ottobre 1937 nell'82º reggimento di fanteria e successivamente fino al giugno 1939 nel 74º reggimento di fanteria.
Nel luglio del 1939, Hohn venne assegnato al comando generale delle truppe di frontiera dell'Eifel, dove ricoprì la funzione di primo aiutante dell'amministrazione del personale per ufficiali. Nel settembre del 1939, questo comando generale venne trasferito al comando generale del XXIII corpo d'armata. Nel novembre dello stesso anno, Hohn fu assegnato alla 72ª divisione di fanteria come aiutante del comandante. Con quest'ultima divisione prese parte alla campagna per l'occupazione della Francia nella primavera del 1940 e successivamente rimase al fianco delle forze occupanti sino al 1º dicembre di quello stesso anno quando venne nominato comandante del 2º battaglione del 105º reggimento di fanteria. Come parte della 72ª divisione di fanteria, il reggimento prese pare inizialmente alla campagna dei Balcani e, dopo l'inizio dell'Operazione Barbarossa, rimase nella parte meridionale del fronte orientale dal giugno 1941. Il reggimento prese quindi parte alla conquista della penisola della Crimea e, nell'estate del 1942, alla battaglia di Sebastopoli. Successivamente, dal 13 luglio al 16 settembre del 1942, a Hohn fu affidata la guida del 124º reggimento di fanteria che venne inizialmente schierato come "reggimento parallelo" in Crimea, e che dall'agosto del 1942 venne spostato nella parte centrale del fronte orientale.
Il 1º ottobre 1942, Hohn venne promosso tenente colonnello e posto al comando del 105º reggimento di fanteria. Come parte della 72ª divisione di fanteria, Hohn guidò il reggimento nella sezione centrale del fronte orientale nell'area di Ržev. Il 1º luglio 1943, gli fu affidato il comando della 72ª divisione di fanteria, che prese parte all'Operazione Citadel sotto il suo comando. Dopo l'offensiva, la divisione di Hohn venne messa sotto pressione dall'Armata Rossa sino a quando non dovette ritirarsi a metà novembre del 1943. A dicembre, la divisione venne incastrata nel bacino di Cherkassy come parte dell'operazione sovietica nei Carpazi. Lì la divisione si pose in posizione difensiva a sud-est di Chilki. All'inizio di febbraio del 1944, la divisione si trovava nella parte nord-occidentale del fronte orientale, dove Hohn forzò lo sfondamento del fronte nemico. I resti della 72ª divisione di fanteria raggiunsero le linee tedesche vicino a Lissyanka verso la metà di febbraio del 1944. Successivamente decise di spostare i suoi uomini verso Vladimir Wolynsk per permettere loro di riprendersi dopo gli scontri.
Nel frattempo Hermann Hohn fu trasferito in riserva per permettergli di frequentare un corso d'istruzione superiore per generali sino alla fine di maggio del 1944. Il 1º luglio 1944 venne riconfermato comandante della 72ª divisione di fanteria, corpo che comandò sino a poco prima della fine del conflitto, nel 1945. La divisione venne quindi chiamata a reggere la posizione sul ponte di Baranov. Con l'inizio dell'offensiva invernale russa il 12 gennaio 1945, dopo aver subito gravi perdite, la divisione venne costretta a ritirarsi di fronte ai sempre maggiori attacchi russi. Il 20 aprile 1945, Hohn consegnò il comando della divisione al tenente generale Hugo Beißwänger, dal momento che aveva ottenuto il comando del IX corpo d'armata, sempre nell'area.
Catturato dagli Alleati, venne liberato il 23 febbraio 1948 e si stabilì a Ladenburg. Lì divenne sindaco della città dal 1953 al 1965. Divenne quindi presidente onorario della FV 1903 Ladenburg nonché di un'associazione per la protezione dei cani, di cui fu sempre un grande appassionato.